# Pico do Cambado
O Pico do Cambado é uma elevação portuguesa de origem vulcânica localizada na ilha de São Miguel, arquipélago dos Açores.
Este acidente geológico tem o seu ponto mais elevado a 304 metros de altitude acima do nível do mar e localiza-se nas imediações da aldeia do Cabouco, da Mata das Feiticeiras e do Pico do Castelhano.